# Kolanjski Gajac
Kolanjski Gajac – wieś w Chorwacji, w żupanii zadarskiej, w gminie Kolan. W 2011 roku liczyła 17 mieszkańców.